# Tour de France 2011

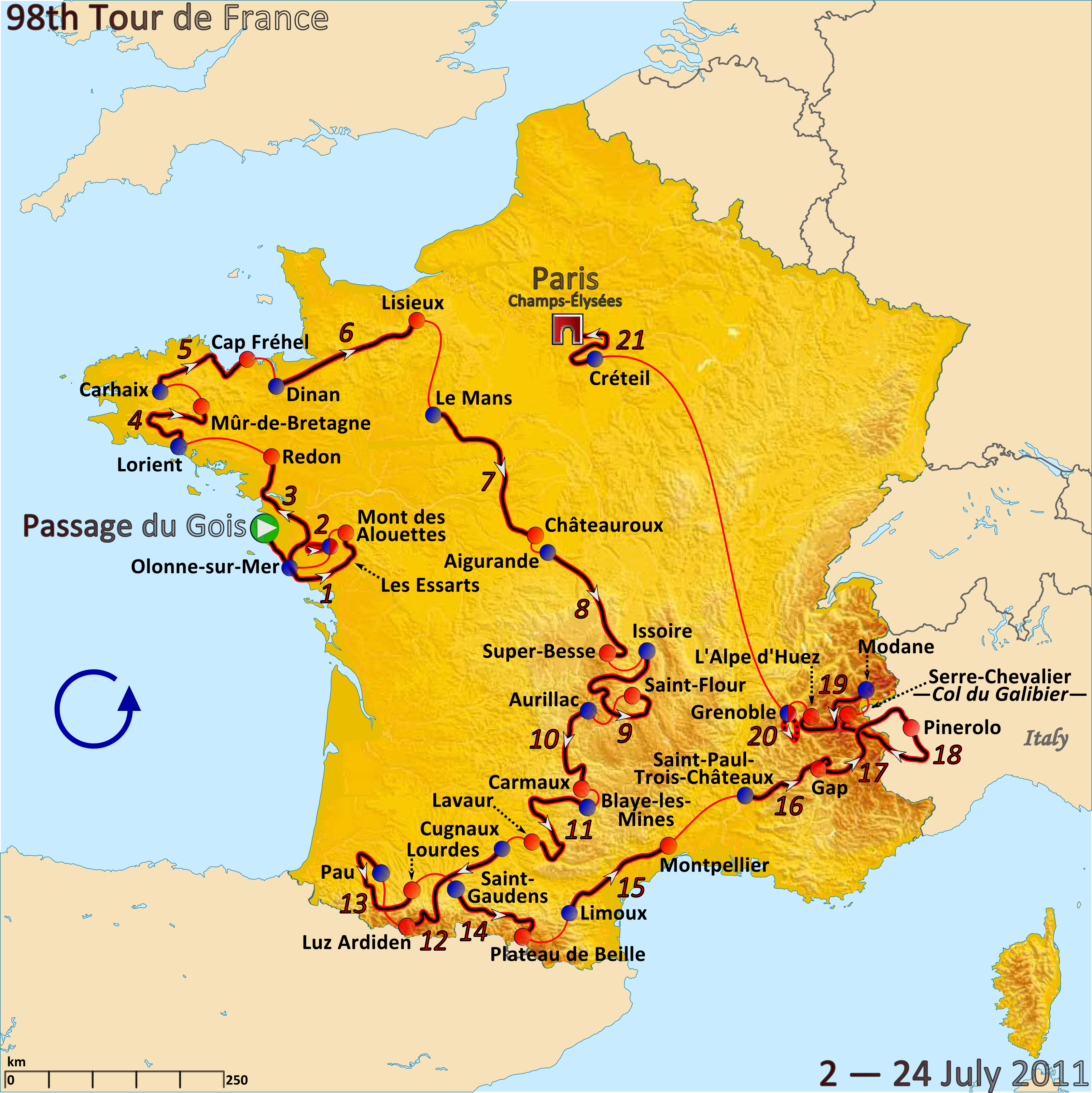
Överblick på etapperna under 2011 års Tour de France.

Tour de France 2011 var den 98:e upplagan av cykeltävlingen Tour de France. Tävlingen inleddes med en 180 km lång etapp den 2 juli från Passage du Gois och avslutades traditionsenligt på Champs-Élysées den 24 juli. Loppets sträckning löpte även in i Italien för en kort etapp. Betoningen på upplagan 2011 låg på etapperna i Alperna, på samma sätt som på Pyrenéerna 2010, för att fira att det var 100 år sedan Tour de France löpte genom bergskedjan för första gången. Den 2645 meter höga bergstoppen Col du Galibier kommer att bestigas två gånger under loppet. För andra gången sedan 1967 inleddes loppet med en masstart istället för en prolog, förra gången var 2008.
Vid starten för den sista etappen hölls en tyst minut för att hedra offren för terrorattentatet i Norge, samt för den tidigare dubble segraren av tävlingen, Laurent Fignon, som avled i augusti 2010.
Segrade i tävlingen gjorde Cadel Evans och blev därmed den förste australiensaren som vunnit tävlingen.

## Deltagande lag
Alla arton UCI ProTour-lag blir inbjudna och är förpliktigade att delta i loppet. Därutöver blev fyra franska professionella kontinentallag inbjudna till loppet.
Den kompletta listan över deltagande lag
| - Ag2r-La Mondiale - Astana - BMC Racing Team - Cofidis* - Europcar* - Euskaltel-Euskadi - FDJ* - Garmin-Cervélo | - HTC-Highroad - Lampre-ISD - Leopard-Trek - Liquigas-Cannondale - Omega Pharma-Lotto - Quick Step - Rabobank | - Saur-Sojasun* - Team Katusha - Team Movistar - Team RadioShack - Team Saxo Bank-SunGard - Team Sky - Vacansoleil-DCM |

(*) = inbjudet pro-kontinentallag

## Etapper
| Etapp | Datum   | Start                     | Mål                   | Km      | Typ        | Typ        | Etappvinnare         | Totalledare      |
| ----- | ------- | ------------------------- | --------------------- | ------- | ---------- | ---------- | -------------------- | ---------------- |
| 1     | 2 juli  | Passage du Gois           | Mont des Alouettes    | 191,5   | Platt      | Platt      | Philippe Gilbert     | Philippe Gilbert |
| 2     | 3 juli  | Les Essarts               | Les Essarts           | 23      | Lagtempo   | Lagtempo   | Garmin-Cervélo       | Thor Hushovd     |
| 3     | 4 juli  | Olonne-sur-Mer            | Redon                 | 198     | Platt      | Platt      | Tyler Farrar         | Thor Hushovd     |
| 4     | 5 juli  | Lorient                   | Mûr-de-Bretagne       | 172,5   | Platt      | Platt      | Cadel Evans          | Thor Hushovd     |
| 5     | 6 juli  | Carhaix                   | Cap Fréhel            | 164,5   | Platt      | Platt      | Mark Cavendish       | Thor Hushovd     |
| 6     | 7 juli  | Dinan                     | Lisieux               | 226,5   | Platt      | Platt      | Edvald Boasson Hagen | Thor Hushovd     |
| 7     | 8 juli  | Le Mans                   | Châteauroux           | 218     | Platt      | Platt      | Mark Cavendish       | Thor Hushovd     |
| 8     | 9 juli  | Aigurande                 | Super-Besse           | 189     | Kuperat    | Kuperat    | Rui Costa            | Thor Hushovd     |
| 9     | 10 juli | Issoire                   | Saint-Flour           | 208     | Kuperat    | Kuperat    | Luis Leon Sanchez    | Thomas Voeckler  |
| -     | 11 juli | Vilodag                   | Vilodag               | Vilodag | Vilodag    | Vilodag    | Vilodag              | Vilodag          |
| 10    | 12 juli | Aurillac                  | Carmaux               | 158     | Platt      | Platt      | André Greipel        | Thomas Voeckler  |
| 11    | 13 juli | Blaye-les-Mines           | Lavaur                | 167,5   | Platt      | Platt      | Mark Cavendish       | Thomas Voeckler  |
| 12    | 14 juli | Cugnaux                   | Luz-Ardiden           | 211     | Bergsetapp | Bergsetapp | Samuel Sanchez       | Thomas Voeckler  |
| 13    | 15 juli | Pau                       | Lourdes               | 152,5   | Bergsetapp | Bergsetapp | Thor Hushovd         | Thomas Voeckler  |
| 14    | 16 juli | Saint-Gaudens             | Plateau de Beille     | 168,5   | Bergsetapp | Bergsetapp | Jelle Vanendert      | Thomas Voeckler  |
| 15    | 17 juli | Limoux                    | Montpellier           | 192,5   | Platt      | Platt      | Mark Cavendish       | Thomas Voeckler  |
| -     | 18 juli | Vilodag                   | Vilodag               | Vilodag | Vilodag    | Vilodag    | Vilodag              | Vilodag          |
| 16    | 19 juli | Saint-Paul-Trois-Châteaux | Gap                   | 162,5   | Kuperat    | Kuperat    | Thor Hushovd         | Thomas Voeckler  |
| 17    | 20 juli | Gap                       | Pinerolo              | 179     | Bergsetapp | Bergsetapp | Edvald Boasson Hagen | Thomas Voeckler  |
| 18    | 21 juli | Pinerolo                  | Serre-Chevalier       | 200,5   | Bergsetapp | Bergsetapp | Andy Schleck         | Thomas Voeckler  |
| 19    | 22 juli | Modane                    | L'Alpe d'Huez         | 109,5   | Bergsetapp | Bergsetapp | Pierre Rolland       | Andy Schleck     |
| 20    | 23 juli | Grenoble                  | Grenoble              | 42,5    | Tempolopp  | Tempolopp  | Tony Martin          | Cadel Evans      |
| 21    | 24 juli | Créteil                   | Paris, Champs-Élysées | 95      | Platt      | Platt      | Mark Cavendish       | Cadel Evans      |

## Slutställning
|    | Cyklist                | Stall                  |    | Tid              |
| -- | ---------------------- | ---------------------- | -- | ---------------- |
| 1  | Cadel Evans            | BMC Racing Team        | på | 86 h 12 min 22 s |
| 2  | Andy Schleck           | Leopard-Trek           | +  | 1 min 34 s       |
| 3  | Fränk Schleck          | Leopard-Trek           | +  | 2 min 30 s       |
| 4  | Thomas Voeckler        | Team Europcar          | +  | 3 min 20 s       |
| 5  | Alberto Contador       | Team Saxo Bank-SunGard | +  | 3 min 57 s       |
| 6  | Samuel Sanchez         | Euskaltel-Euskadi      | +  | 4 min 55 s       |
| 7  | Damiano Cunego         | Lampre-ISD             | +  | 6 min 05 s       |
| 8  | Ivan Basso             | Liquigas-Cannondale    | +  | 7 min 23 s       |
| 9  | Thomas Danielson       | Garmin-Cervélo         | +  | 8 min 15 s       |
| 10 | Jean-Christophe Peraud | Ag2r-La Mondiale       | +  | 10 min 11 s      |

### Poängtävling
|   | Cyklist            | Stall              | Poäng |
| - | ------------------ | ------------------ | ----- |
| 1 | Mark Cavendish     | Team HTC-Highroad  | 334   |
| 2 | José Joaquin Rojas | Team Movistar      | 272   |
| 3 | Philippe Gilbert   | Omega Pharma-Lotto | 236   |

### Bergspristävling
|   | Cyklist         | Stall              | Poäng |
| - | --------------- | ------------------ | ----- |
| 1 | Samuel Sanchez  | Euskaltel-Euskadi  | 108   |
| 2 | Andy Schleck    | Leopard-Trek       | 98    |
| 3 | Jelle Vanendert | Omega Pharma-Lotto | 74    |

### Ungdomstävling
|   | Cyklist        | Stall         |    | Tid              |
| - | -------------- | ------------- | -- | ---------------- |
| 1 | Pierre Rolland | Team Europcar | på | 86 h 23 min 05 s |
| 2 | Rein Taaramäe  | Cofidis       | +  | 0 min 46 s       |
| 3 | Jerome Coppel  | Saur-Sojasun  | +  | 7 min 53 s       |